# Command & Conquer Remastered Collection
Die Command & Conquer Remastered Collection ist ein Echtzeit-Strategiespiel, das von Petroglyph Games entwickelt und von Electronic Arts veröffentlicht wurde. Es handelt sich um eine Neuauflage von Command & Conquer: Der Tiberiumkonflikt und Command & Conquer: Alarmstufe Rot inklusive aller Erweiterungen.

## Entwicklung
Der Quelltext des Originals konnte nur unvollständig geborgen werden. Daher wurde auf die bei Petroglyph hausintern verwendete GlyphX Game-Engine gesetzt. Die Spiele wurden für 4K-Auflösungen mit neuen Grafiken aufgewertet, wobei jederzeit zurück in hochskalierte klassische Pixelgrafik gewechselt werden kann. Für die Tonaufnahmen wurde Kia Huntzinger erneut für die markante Sprachrolle der Computerstimme EVA verpflichtet. Die Fangemeinde wurde in die Entwicklung mit einbezogen. Um die Modding-Community zu unterstützen, wurden relevante Auszüge aus dem Quelltext unter der GNU General Public License Version 3 veröffentlicht. Auch freie Implementierungen wie CnCNet und OpenRA sollten so gestärkt werden. In Deutschland erschienen die Spiele erstmals ungeschnitten.

## Rezeption
Die Sammlung richte sich an Nostalgiker und Fans historischer Spiele. Electronic Arts scheute ein echtes Computerspiel-Remake, um den Charme des Originals nicht zu verlieren. Dadurch besäße der Remaster jedoch das unverändert 25 Jahre alte Spielkonzept mit all seinen Schwächen. Die Bedienung sei leicht verbessert, aber habe immer noch Ecken und Kanten. Die Einheiten-KI habe die altbekannten starken Probleme. Selbst Exploits rund um die Sandsack-Barrieren wurden nicht entfernt. Die Grafik sei detaillierter, beeindrucke jedoch nicht. Die Hochskalierung der Zwischensequenzen sei etwas unschön. Obwohl das Spiel ungeschnitten sei, wurden die Roboterstimmen aus der deutschen Fassung nicht entfernt. Sound und Musik seien weiterhin klasse. Die Spiele seien liebevoll restauriert worden. Das klassische Gameplay und der Mangel an Komfortfunktionen seien Zugeständnisse an die Liebhaber der Klassiker, die jedoch nicht zeitgemäß seien und den Einstieg erschwerten. C&C Remastered sei gut spielbar, stabil und verfälsche den Charme des Originals nicht. Es handele sich um Paradebeispiel, wie ein Remaster im Computerspielebereich auszusehen habe. Die Überarbeitung der Grafik sei passend gewählt. Der Umfang sei mit 100 Missionen, Karten-Editor, Mod-Unterstützung, Gefechten gegen die KI, Ranglisten-Spielen im Mehrspieler und umfangreichen Bonusgalerien enorm groß. Trotz Schwächen sei das Endergebnis empfehlenswert.
Die Remastered Collection war ein kommerzieller Erfolg für Electronic Arts.